# Jaime Ortiz Monasterio
Jaime Alfonso Ortiz Monasterio y de Garay (* 28. September 1928 in Mexiko-Stadt; † 21. November 2001) war ein mexikanischer Architekt.

## Biografie
Ortiz Monasterio studierte von 1946 bis 1950 Architektur an der Escuela Nacional de Arquitectura der Universidad Nacional Autónoma de México (UNAM) und promovierte 1957 mit Auszeichnung. In seiner Dissertation mit dem Thema „Düngemittelfabriken in Monclova, Coahuila - Der Architekt des industriellen Problems“ befasste er sich bereits mit der Thematik der industriellen Architektur, die seine spätere Karriere als Architekt entscheidend geprägt hat. Außerdem entwarf er Wohn- und Geschäftsgebäude und befasste sich mit Restaurierung und religiöser Architektur.
Zu seinen berühmtesten Werken zählen die sogenannten „Regenschirme“, Holzbauten mit einer Dachbautechnik, die in der zweiten Hälfte des Jahrhunderts von Federico Martínez de Hoyos entwickelt wurde. Auch sein 1985 fertiggestelltes „Yazbek-Haus“ in Valle de Bravo fand mehrfach in Publikationen über die mexikanische Architektur des 20. Jahrhunderts Erwähnung.
Bereits als junger Akademiker war er Assistenzprofessor bei Jorge González Reina an der nationalen Architekturschule der UNAM und wurde später dort ebenfalls Lehrstuhlinhaber. Hier prägte er neben Carlos Mijares Bracho in vergleichbarer Weise die Architektur des 20. Jahrhunderts wesentlich mit. Er galt als Verehrer der Architektur Van der Rohes.

## Auszeichnungen
- 1996: Preis des internationalen Architektenverbandes (zusammen mit Sergio Zaldívar und Lucía del Pilar Grajales)
- 1999: Nationalpreis für Architektur und Gestaltung, Mexiko